# Nodopelta
Nodopelta is een geslacht van weekdieren uit de klasse van de Gastropoda (slakken).

## Soorten
- Nodopelta heminoda McLean, 1989
- Nodopelta rigneae Warén & Bouchet, 2001
- Nodopelta subnoda McLean, 1989